# Sant Esteve de Junyent
Sant Esteve de Junyent és l'església parroquial del poble de Junyent, pertanyent al terme de les Valls d'Aguilar, de l'Alt Urgell. Formava part de l'antic terme de Castellàs, de la comarca del Pallars Sobirà. És un monument protegit com a bé cultural d'interès local.
Està situada en el poble mateix de Junyent, en el punt més alt, al nord, del poble.
Té categoria de parròquia, agrupada amb Sant Serni de Noves de Segre.

## Descripció
Edifici religiós d'una nau amb capçalera plana orientada al nord-est, i cobert amb quatre trams de volta de canó amb llunetes, separats per tres arcs faixons sense perllongació als murs. A la nau s'obren dues capelles laterals oposades a través de dos arcs de mig punt. Són de planta quadrangular i cobertes amb volta de canó. Els murs de la nau estan decorats amb policromia, imitant un mur de carreus. El conjunt presenta un cor de fusta en alt als peus. La porta d'accés és d'arc de mig punt, amb dovelles de pedra tosca i un ull de bou al damunt. El campanar és d'espadanya, de dos ulls, amb coberta a dues vessants. El conjunt també presenta una coberta de llosa de doble vessant. A sobre de la porta hi ha una dovella amb la data 1785.